# The Gift of Rock
The Gift Of Rock — рождественский альбом американской рок-группы Smash Mouth, выпущенный в декабре 2005 года. На пластинке содержатся кавер-версии на песни таких музыкантов как Луи Армстронг, Ринго Старр, The Kinks, Ramones, хотя есть и собственная песня группы — «Baggage Claim».

## Список композиций
1. «Father Christmas» — 3:38
2. «Baggage Claim» — 3:31
3. «Don’t Believe In Christmas» — 1:47
4. «Christmas (Baby Please Come Home)» — 3:14
5. «Zat You, Santa Claus?» — 2:19
6. «The Christmas Song» — 2:34
7. «Snoopy's Christmas» — 2:15
8. «Christmas Ain’t Christmas» — 2:03
9. «Come On Christmas, Christmas Come On» — 2:23
10. «Merry Christmas (I Don’t Want to Fight Tonight)» — 2:36